# Maria Paula Gonçalves da Silva
Maria Paula Gonçalves da Silva, plus connue sous le nom de Paula, née le 11 mars 1962 à Osvaldo Cruz, dans l'État de São Paulo au Brésil, est une joueuse brésilienne de basket-ball. Elle évolue durant sa carrière au poste d'arrière. Elle est la sœur de la basketteuse Maria Angélica Gonçalves da Silva.

## Palmarès
- Jeux olympiques d'été
  -  Médaille d'argent des Jeux olympiques de 1996 à Atlanta
  - 7e des Jeux olympiques de 1992 à Barcelone
- Championnat du monde de basket-ball féminin
  -  Médaille d'or du Championnat du monde 1994 en Australie
- Jeux Panaméricains
  -  Médaille d'or aux Jeux Panaméricains 1991 à Cuba
  -  Médaille d'argent aux Jeux Panaméricains 1987 à Indianapolis
  -  Médaille de bronze aux Jeux Panaméricains 1983 au Venezuela
- Intronisée au Women's Basketball Hall of Fame en 2006
- Élue au FIBA Hall Of Fame en 2013[1].